# خلوتية جامعة رحمانية

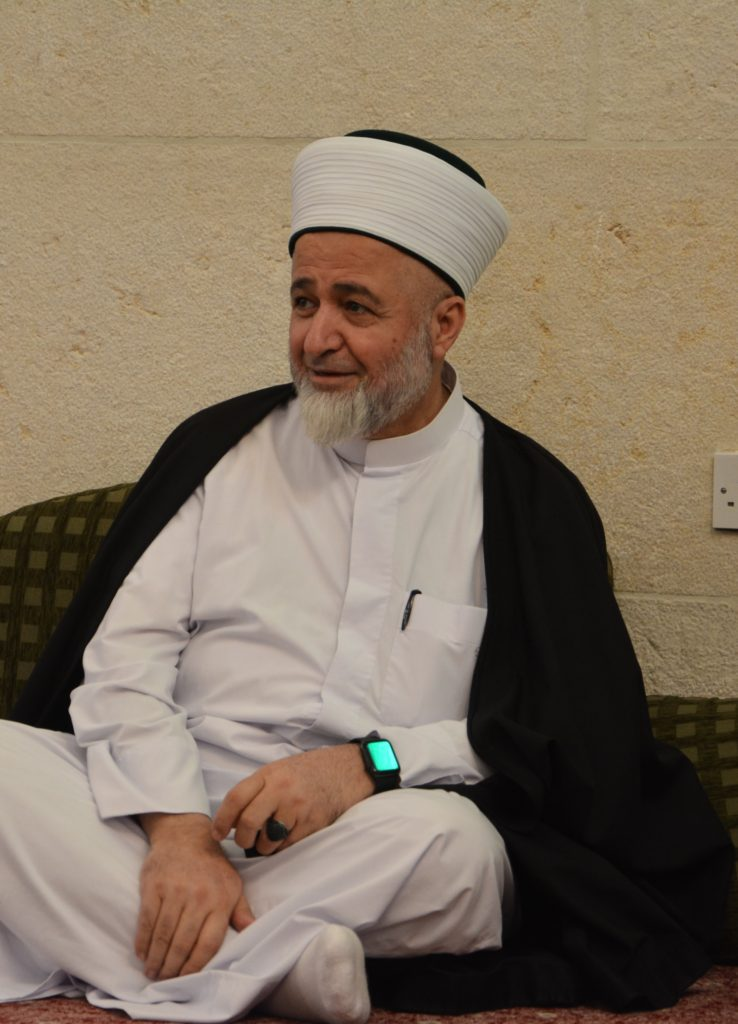
الشيخ حسني حسن الشريف

 الطريقة الخلوتية الجامعة الرحمانية، هي طريقة صوفية سنية، وسميت بالجامعة لإنها جمعت بين ثمانية طرق هي: الدسوقية، والرفاعية، والقادرية، والبدوية، والشاذلية، والشاذلية اليشرطية، والنقشبندية، والأدريسية.
أنشأها «عبد الرحمن الشريف»، وشيخها الحال هو «حسني حسن خير الدين الشريف» منذ عام 1988،

## تسمية الطريقة

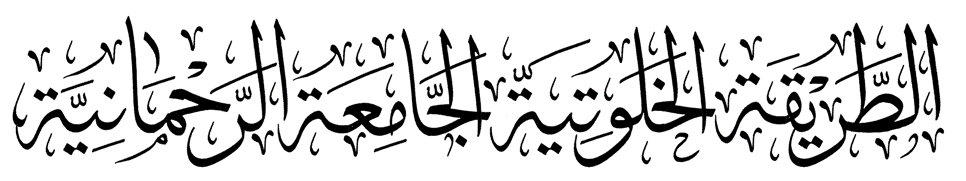

(الرحمانية الجامعة) على مجمل هذه الطرق، الرحمانية اشتقاقاً من اسمه (عبد الرحمن) والجامعة لكونها جمعت بين هذه الطرق كلها في أسانيدها وآدابها وأورادها التي فتح الله بها على سيدنا الشيخ عبد الرحمن الشريف معبرة عن روح أوراد الطرق كلها.
ولما كانت الطريقة الخلوتية هي مبدأ التلقي بالنسبة لشيخنا أطلق على الطريقة اسمها الحالي وهو (الخلوتية الرحمانية الجامعة) أو (الخلوتية الجامعة الرحمانية).

## منهج الطريقة
تنتهج الطريقة الخلوتية الجامعة الرحمانية منهج الشفافية والوضوح في جميع أركانها وسلوكياتها وآدابها. كما أنها تنطلق في ممارساتها لتربية أبناءها على فكر وفهم عميقين للدين يتجاوز الظاهر إلى الباطن والشكل إلى المضمون. كما تراعي التوازن بين الروح والجسد والعقل والقلب والذكر والفكر. وتنطلق في عملها ضمن إطار من الشرع الحنيف.
وتتضمن رسائل الشيخ عبد الرحمن الشريف نظرته النقية الواضحة إلى التصوف فهو يؤكد على قول القائل: (من تصوف ولم يتفقه فقد تزندق، ومن تفقه ولم يتصوف فقد تفسق، ومن تفقه وتصوف فقد تحقق).
ويقول (فالشريعة القشر الظاهر، والطريقة اللّبُ الفاخر، والحقيقة الدهن الذي لا يدرك إلا بالذوق، والمعرفة هي اللذة المعجلة لأهل الحب فيه والشوق. فلا وصول إلى اللب إلا بعد الإحاطة بالقشر وهي أوامر الشريعة ونواهيها. ولا ذوق إلا لمن سهر بالذكر والفكر).

### التزام الشريعة
تنتهج الطريقة الخلوتية الجامعة الرحمانية منهج الشفافية والوضوح في سلوكياتها وأدبياتها وعبادتها المعتمدة على الشريعة الإسلامية، لأن الشريعة هي الإطار الذي يحدد الطريقة، ولا وصول إلى مرضاة الله إلا من خلال الإلتزام بشرعه الحنيف.
وتنبذ كل الخرافات والعلاقة بالجان وأعمال التدليس والضرب بالشيش وأعمال الدجالين وحفلات الزار والإختلاط بالنساء نبذاً قاطعاً، بل وتحارب هذا النوع من الدجل والتخريف لأنه مخالف للدين جملة وتفصيلاً.
وتؤكد الطريقة على فهم الدين بشكل شمولي من حيث مراتبه الثلاثة الإسلام والإيمان والإحسان، ومع أن التصوف يعتني بمرتبة الإحسان إلا أنه لا يقوم إلا بتحقيق مرتبتي الإسلام والإيمان أولاً إعتقاداً وقولاً وعملاً.

### صحبة الشيخ المربي
أن منهج الطريقة الخلوتية الجامعة الرحمانية هو التطبيق العملي للشرع قولاً وعملاً وأخلاقاً، وذلك بإصلاح ظاهر السالك وباطنه، وذلك بصحبة الشيخ الوارث المربي الذي لا يكتفي بتعليم مريده أمور دينه بصورة نظرية بحتة، وإنما يأخذ بيده لتطبيق أحكام الشرع بطريقة عملية، يثني عليه إذا أحسن، وينبهه إذا زلّ، ويتفقده إذا غاب، ويذكّره إذا نسي، ويزكّي قلبه إذا قسا، ويحفزه إذا فتر، قاصداً بذلك وجه الله تعالى، وبذلك يكتسب المريد الصفات الحميدة، ومعرفة الله، ويداوي عيوب وآفات نفسه.
إن رسالة الإرشاد والتزكية قائمة من لدن رسول الله صلى الله عليه وسلم إلى الوارّث الذين ورثوا عنه صلى الله عليه وسلم العلم والمعرفة والأخلاق الطيبة التي بعث صلى الله عليه وسلم ليتممها، وقد اعتاد الناس عبر السنين الأخذ بهؤلاء الورّاث المرشدين وصحبتهم التي بها تزكو النفوس وترتقي الأرواح وتتم مكارم الأخلاق وتعالج القلوب وتتحصن بالعقيدة الصحيحة من مداخل الشيطان ويزداد الإيمان بصحبتهم وطاعة الله معهم.

### العلم والفهم الصحيح للدين
كما أن الطريقة تؤكد في منهجها على ضرورة الفهم الصحيح للدين والتزام العقيدة الإسلامية الصحيحة فهماً وعلماً وحالاً. قال تعالى: ﴿إِنَّمَا يَخْشَى اللَّهَ مِنْ عِبَادِهِ الْعُلَمَاءُ إِنَّ اللَّهَ عَزِيزٌ غَفُورٌ﴾ [فاطر 28] . وهذا لا يعني أن يصبح الناس جميعاً علماء وإنما المقصود أن يتعلم السالك ما هو مطلوب منه فرض عين. فإن أراد الصلاة فعليه أن يتعلم أحكامها، وإن أراد الحج فعليه أن يتعلم أحكام الحج. فلا تصح عبادة بدون علم. قال صلى الله عليه وسلم “من سلك طريقاً يلتمس فيه علماً ، سهّل الله له به طريقاً إلى الجنّة [رواه مسلم].

### التزام الأوراد
التزام أوراد الطريقة وهي جملة من الأذكار والتسابيح والإستغفار والأدعية والمناجاة والصلاة على سيدنا رسول الله وقراءة القرآن الكريم. وهي باقة منوعة طيبة زكية، وضعها ساداتنا مشايخ الطريقة لتكون عوناً للمريدين في سلوكهم، ووجبة يومية من الأذكار تكفيهم في يومهم وليلتهم وتعينهم على تزكية نفوسهم وتحقق الحد الأدنى من الذكر الكثير الذي أمرنا الله به، قال تعالى ﴿يَاأَيُّهَا الَّذِينَ آمَنُوا اذْكُرُوا اللَّهَ ذِكْرًا كَثِيرًا﴾ [الأحزاب 41].

### تطبيق الأركان
ومن منهج الطريقة التزام أركانها. فكما أن للإسلام أركان خمسة (هي شهادة أن لا إله إلا الله وإقام الصلاة وإيتاء الزكاة وصوم رمضان وحج البيت لمن استطاع إليه سبيلاً) وللإيمان أركان ستة (هي الإيمان بالله وملائته وكتبه ورسله واليوم الآخر والقضاء والقدر خيره وشره)، هنالك لمرتبة الإحسان أركان سبعة استنبطها العلماء من سيرة المصطفى صلى الله عليه وسلم هي أركان الطريقة وهي الحب والإمتثال والذكر والفكر والصمت والجوع والعزلة. وهي مشروحة بالتفصيل في قسم أركان الطريقة.
فإلتزام هذه الأركان هو المدخل العملي لتزكية النفس وتحويل صفاتها الذميمة إلى صفات حميدة، وبالتالي يصبح المرء أهلاً لنظر الله ورضاه.

### أهمية العمل
كما ويؤكد منهج الطريقة على أهمية العمل وبذل الجهد في التطبيق العملي لكل ما يتعلمه المريد. وكما قال سيدنا الشيخ حسني الشريف: “إياك أن تلقى الله عز وجل بعلم دون عمل. فمهما علمت لن تكون أهلاً للقاء الله إلا بالعمل، قال تعالى ﴿وَأَن لَّيْسَ لِلإِنسَانِ إِلاَّ مَا سَعَى﴾ [النجم 39] وقال أيضاً ﴿فَمَنْ كَانَ يَرْجُوا لِقَاءَ رَبِّهِ فَلْيَعْمَلْ عَمَلًا صَالِحاً﴾ [الكهف 110] ، فالعلم بلا عمل جنون والعمل بغير علم لا يكون. واعلم أن العلم لا يبعدك عن المعاصي ولا يحملك على الطاعة ولن يبعدك غداً عن نار جهنم. وإذا لم تعمل اليوم ولم تتدارك الأيام الماضية تقول غداً يوم القيامة ﴿فَارْجِعْنَا نَعْمَلْ صَالِحاً﴾ [السجدة 12] فيقال: يا أحمق أنت من هناك تجيء” اهـ.
ومن العمل الذي يتدرب عليه المريد بالإضافة إلى العبادة هو العمل التطوعي الخيري، خدمة للمجتمع من خلال المؤسسات الخيرية التي انبثقت من الطريقة الخلوتية الجامعة الرحمانية. فيمكنه أن يخدم مجتمعه من خلال دار الأيتام أو دار القرآن أو التكايا أو مراكز توزيع المساعدات على الأسر المحتاجة، أو من خلال مساعدة الأصغر سناً في درب الله تعالى.
فالطريقة من خلال منهجها المتكامل ترتقي بالمريدين إلى خدمة المجتمع سعياً لنهضة الأمة الشاملة في جميع المجالات لتنهض من كبوتها وتكون في مقدمة الأمم.
وبهذا الأسلوب تجمع الطريقة في منهجها بين العبادة والتزكية ومجاهدة النفس، وبين العمل لدين الله وخدمة المجتمع ورفع معاناة الناس ومساعدتهم، وبين تربية الجيل ورفع سوية الشباب الثقافية والعلمية والأخلاقية والعبادية على أساس رفيع من سلامة القلب.

### التحلي بالآداب والأخلاق
ومن منهج الطريقة السعي إلى التزام كمال الأخلاق والتدرب على حسن الأدب في كل عبادة وسلوك وعمل. فمن أراد التصوف والترقي إلى مرتبة الإحسان المرتبة الثالثة من الدين، فعليه التحلي بالآداب الشرعية ظاهراً وباطناً. فمنهج الطريقة يسعى بالمريد لأن يكون في قمة الأدب مع الله تعالى بالسر والعلن، وأن يكون في قمة الأدب مع سيدنا رسول الله صلى الله عليه وسلم وساداتنا آل البيت الكرام والصحابة والصالحين والعلماء والمشايخ وجميع أهل الفضل.
كما يعلمنا منهج الطريقة التأدب مع الإخوان والتواضع لهم وخفض الجناح للمؤمنين والرحمة لعامة المسلمين. بل أكثر من ذلك يعلمنا ديننا أن نحترم جميع الناس، فقد وقف حبيبنا المصطفى لجنازة يهودي مرت من أمامه وقال: أوليست نفساً خلقها الله.

### الزاوية والمسجد
اهتمت الطريقة ببناء الزوايا والتكايا والمساجد عبر تاريخها الطويل وذلك لفهمها لمركزية المسجد في قلب وحياة المسلم. وللأسف فقد تغير دور المسجد في تاريخنا حتى تقلص إلى إقامة الصلاة. ولهذا كان بناء الزوايا والتكايا في أطراف المساجد الكبيرة لتقوم بدور حاضن لأهل الصُفّة كما كان في زمن المسجد النبوي.
ففي جنبات الزاوية يتعلم المريد دينه وعقيدته الصحيحة ويتلقى دروس العلم، وفيها يقرأ أوراده مع إخوانه صباح مساء، وفيها يذكر الله خالياً حتى تفيض عيناه، وبين أركانها يقرأ حزبه اليومي من القرآن، وعلى أرضها يلتقي بإخوانه الذين أحبهم في الله، والأهم من ذلك أنها تضم أحلى ذكريات صحبته لشيخه المرشد، فهناك نصحه شيخه حين فترت نفسه، وهنا ابتسم في وجهه عندما عاد من غفلته، وفي هذه الزاوية تعلم من شيخه كيف يناجي ربه في جوف الليل. فالزاوية في قلب المريد أجمل بقعة على وجه الأرض كيف لا وهي مكان اللقاء مع الحبيب.

### نظرتنا للجماعات الإسلامية
من فهمها أن جميع المسلمين على خير وأنهم جميعهم الفئة الناجية يوم القيامة بعون الله، وأن الإختلاف بينهم لا يتعدى الاختلاف في الفروع لا الأصول، تنتهج الطريقة منهج احترام وقبول جميع المسلمين بجميع فئاتهم ومذاهبهم وجماعاتهم ومدارسهم الفكرية، ولا تكفر أحداً منهم بذنب اقترفوه، إلا من أجمعت الأمة على كفرهم كالقاديانية والبهائية.
كما تنتهج الطريقة ثقافة الحوار وقبول الآخر، وتُعلم الطريقة أتباعها على احترام أصحاب الرأي المختلف وسياسية عدم الإقصاء.
لأن نهضة الأمة لا تنجح بإقصاء أحد بل على الجميع أن يشارك في هذه العملية الشمولية حتى أصحاب الأفكار البعيدة، بل تؤكد على الوقوف مع أي مشروع إسلامي يسعى لنهضة الأمة ورفعتها حتى لو اختلفت معه في بعض المسائل. كما تنفتح الطريقة على جميع المتغيرات المعاصرة وتحث أتباعها على استعمال أدوات العصر خدمة لدين الله.

## أركان الطريقة[6]
- الحب
- الامتثال
- الذكر
- الفكر
- الصمت
- الخلوة (العزلة)
- الجوع